# Social Selling
Der Begriff Social Selling (englisch für soziales Verkaufen, auch Social Commerce genannt) beschreibt den Auf- und Ausbau einer Kundenbeziehung als Teil des Verkaufsprozesses. Das Ziel ist es durch aktives Social Media Verhalten (Posten von Bildern etc.) die Kundenbeziehung mit anderen Mitgliedern zu stärken und dadurch eine Leadgenerierung zu erreichen.

## Einführung
Die Definition hebt hervor, dass Social Selling als ein ausgeprägter Verkaufsansatz gilt, der sich auf die Nutzung sozialer und digitaler Kanäle für den Aufbau von Kundenbeziehungen konzentriert. Im Unterschied zum Social Media Marketing kann der Kunde direkt eingebunden werden und dabei gezielt auf seine Bedürfnisse eingehen. Im Dialog nähert sich der Unternehmensvertreter dem einzelnen potenziellen Kunden an, tritt in Kontakt und schafft ein vertrauensvolles Verhältnis. Auf diese Weise kommt man dem Kunden näher, als es der klassische Onlinehandel ermöglicht.
In einer Studie wurden Unternehmen befragt welche Rolle Social Selling im Unternehmen spielt. Bei 55 Prozent aller befragten Unternehmen spielte Social Selling im Unternehmen keine Rolle. Nur 14 Prozent der Teilnehmer gaben an, dass Social Selling eine große Bedeutung hat.

## Kritik
Die Kritik am Social Selling bezieht sich einerseits auf die Transparenz, die es schafft. Beschwerden, Kritik und Lob sind öffentlich und für jedermann einsehbar. Das bedeutet, dass auch Wettbewerber Informationen einsehen können, die potentiellen Kunden öffentlich gemacht wurden. Darüber hinaus können qualitativ minderwertige Inhalte dem Unternehmen schaden und potenzielle Kunden abschrecken.

## Plattformen

### LinkedIn
LinkedIn hat den Social Selling Index (SSI) entworfen, der misst wie effektiv eine Person Social Selling einsetzt. Hierfür werden die Aktivitäten in vier Kategorien unterteilt:

#### Etablierung einer persönlichen Marke
Diese Komponente hängt davon ab, wie gut das Profil gestaltet ist. Alle Profilabschnitte sollten mit detaillierten Informationen ausgefüllt werden. Die Etablierung einer persönlichen Marke umfasst auch das Einstellen von Inhalten und die Interaktion mit Inhalten, die von anderen mit Vorlieben und Kommentaren hochgeladen wurden. Beiträge zu teilen die wertvolle Informationen untermauert die Rolle als Experte im Fachgebiet.

#### Die richtigen Leute finden
Dabei sollte sichergestellt werden, dass die richtigen Entscheidungsträger gefunden werden. Zudem sollte auch die Verbindung zu Verbindungen zweiten Grades hergestellt werden (Personen, mit denen keine direkte Verbindung besteht, sondern die Verbindungen der Verbindungen).

#### Sich mit Erkenntnissen befassen
Diese Kennzahl basiert auf den Inhalten, die geteilt und konsumiert wurden. Eine einfache Möglichkeit, diese Zahl zu erhöhen, besteht darin, relevante Informationen zu teilen, um sich selbst als zuverlässige Informationsquelle zu fördern.

#### Beziehungen aufbauen
Um die Reichweite des Netzwerkes zu erhöhen, können weitere Verbindungen aufgebaut werden. Es wird versucht eine Verbindung zu Personen aufzubauen die Kaufentscheidungen treffen.

### WeChat
WeChat macht sich Micro-Influencer (auch bekannt als Key Opinion Consumer) zunutze und ermöglicht es seinen Usern über die Erweiterung «Good Product Circle» zu sehen, welche Produkte durch Kontakte gekauft werden.

## Methoden
Social Selling kann über verschiedene Methoden erfolgen. Folgende Auflistung zeigt einige Beispiele auf:

### Eine Marke erschaffen
Hierbei geht es darum wie man als Person wahrgenommen wird. Im Falle von Social Selling soll die Person als Experte für den Bereich angesehen werden.

### Inhalte veröffentlichen
Durch Erstellen und Teilen von Inhalten versucht man, die Reichweite des Netzwerks zu erweitern. Zusätzlich soll das Vertrauen in die Person gestärkt werden, wenn sie als Experte im Fachgebiet wahrgenommen wird.

### Reichweite erhöhen
Sowohl bei der Lead-Generierung als auch bei der Gemeinschaftsbildung ist Qualität wichtiger als Quantität, daher ist es das Ziel, so viele relevante Verbindungen wie möglich zu haben. Eine größere soziale Reichweite durch eine breitere Verbindung von Anhängern im Netzwerk, wodurch die Chancen steigen, neue Kontakte und neue Geschäftsmöglichkeiten zu erhalten.

### Zuhören
Soziales Zuhören ist mehr als nur die Beantwortung von Kommentaren oder Fragen zur persönlichen Marke oder dem Produkt, es ist der Prozess, sich die Zeit zu nehmen, um herauszufinden, worüber Kunden auf Social-Media-Plattformen sprechen, um die Botschaften auf die Anliegen der Kunden zuzuschneiden und Lösungen anzubieten.